# Adãozinho
Adão Nunes Dornelles (Porto Alegre, Brasil, 2 de abril de 1923-ibídem, 30 de agosto de 1991), más conocido como Adãozinho, fue un futbolista brasileño que jugaba como delantero.

## Selección nacional
Fue internacional con la selección de Brasil en 3 ocasiones. Formó parte de la selección subcampeona de la Copa del Mundo de 1950, pese a no haber jugado ningún partido durante el torneo.

### Participaciones en Copas del Mundo
| Mundial              | Sede   | Resultado  | Partidos | Goles |
| -------------------- | ------ | ---------- | -------- | ----- |
| Copa Mundial de 1950 | Brasil | Subcampeón | 0        | 0     |

## Clubes
| Club              | País   | Año       |
| ----------------- | ------ | --------- |
| Diário Oficial FC | Brasil | 1938-1942 |
| Internacional     | Brasil | 1943-1951 |
| Flamengo          | Brasil | 1951-1953 |
| XV de Jaú         | Brasil | 1953-1957 |

## Palmarés

### Campeonatos regionales
| Título                                  | Club          | País               | Año  |
| --------------------------------------- | ------------- | ------------------ | ---- |
| Campeonato de la Ciudad de Porto Alegre | Internacional | Río Grande del Sur | 1944 |
| Campeonato Gaúcho                       | Internacional | Río Grande del Sur | 1944 |
| Campeonato de la Ciudad de Porto Alegre | Internacional | Río Grande del Sur | 1945 |
| Campeonato Gaúcho                       | Internacional | Río Grande del Sur | 1945 |
| Campeonato de la Ciudad de Porto Alegre | Internacional | Río Grande del Sur | 1947 |
| Campeonato Gaúcho                       | Internacional | Río Grande del Sur | 1947 |
| Campeonato de la Ciudad de Porto Alegre | Internacional | Río Grande del Sur | 1948 |
| Campeonato Gaúcho                       | Internacional | Río Grande del Sur | 1948 |
| Campeonato de la Ciudad de Porto Alegre | Internacional | Río Grande del Sur | 1950 |
| Campeonato Gaúcho                       | Internacional | Río Grande del Sur | 1950 |
| Campeonato Carioca                      | Flamengo      | Río de Janeiro     | 1953 |